# Jouko Grip
Jouko Grip (Pälkäne, 10 gennaio 1949) è un fondista, biatleta e atleta paralimpico finlandese. Ha conquistato sia nell'atletica leggera che negli sport invernali 12 medaglie d'oro paralimpiche e 5 medaglie d'argento. Nel 2006, è stato introdotto nella Paralympic Hall of Fame.

## Biografia
Affetto da poliomielite alla mano sinistra, Grip è nato in Finlandia nel 1949.
Ha fatto il suo debutto nello sport ai II Giochi paralimpici invernali di Geilo 1980 dove vinse tre medaglie d'oro. Nel 1982, conseguì lo stesso risultato ai Mondiali paralimpici di Le Diaplare 1982. Due anni dopo, Grip ottenne cinque medaglie auree vincendone tre alle Paralimpiadi di Innsbruck 1984 nello sci di fondo e due ai VII Giochi paralimpici estivi di New York. Nel 1986, Grip partecipò ai Mondiali di Falun dove vinse tre medaglie d'oro nello sci di fondo e una nel biathlon. Nel 1988, partecipa sia ai IV Giochi paralimpici invernali, di Innsbruck dove vince la medaglia d'oro nel biathlon e tre medaglie d'argento come fondista; sia agli VIII Giochi paralimpici estivi dove, però, non vincerà alcuna medaglia.
Nel 1990, Grip vince tre medaglie d'oro e una d'argento ai Mondiali di Winter Park mentre nel 1992 ottiene due medaglie d'oro e una d'argento ai V Giochi paralimpici invernali di Tignes. Due anni dopo, in occasione dei VI Giochi paralimpici invernali di Lillehammer, vince una medaglia d'oro e una d'argento nello sci di fondo. Grip parteciperà anche ai Giochi paralimpici di Nagano 1998 e di Salt Lake City 2002, senza però ottenere alcun successo.